# Styela serpentina
Styela serpentina är en sjöpungsart som först beskrevs av Sluiter 1912.  Styela serpentina ingår i släktet Styela och familjen Styelidae.
Artens utbredningsområde är Södra Ishavet. Inga underarter finns listade i Catalogue of Life.